# Schlösser der Loire

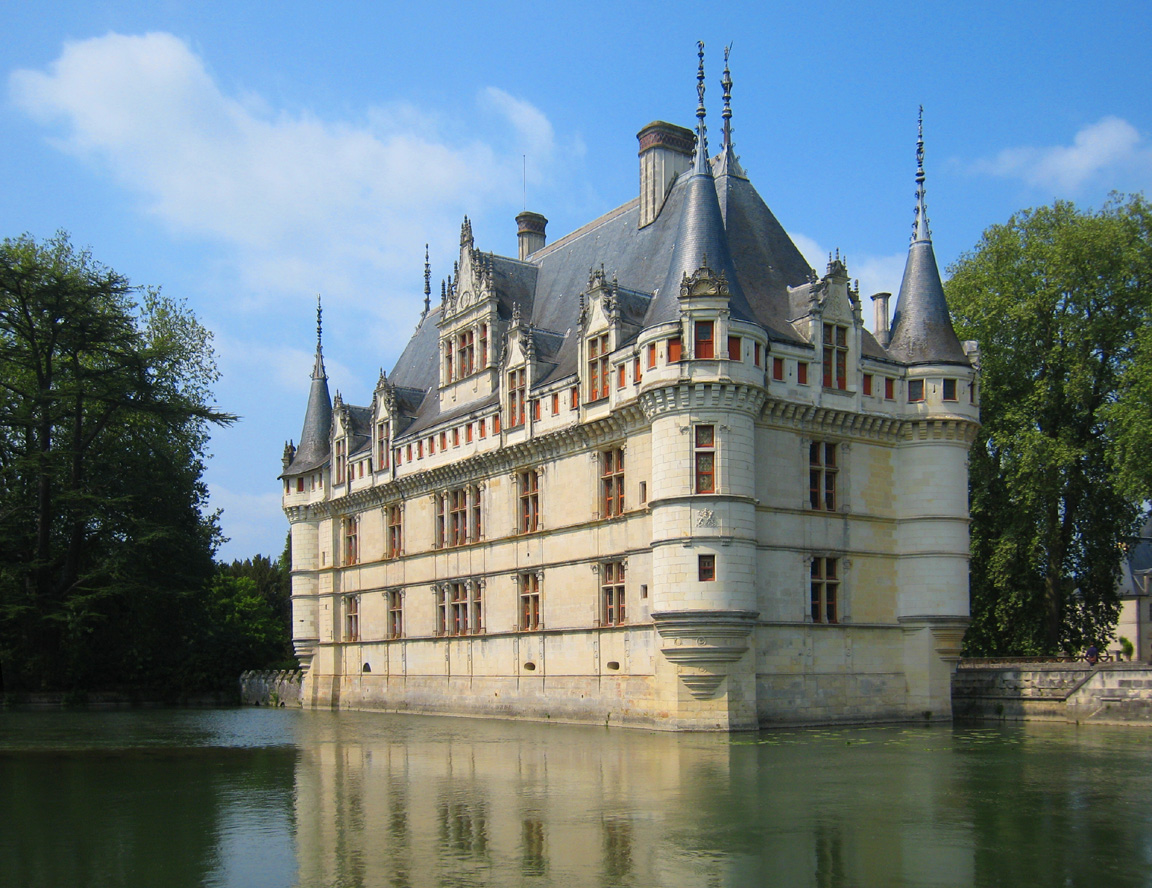
Schloss Azay-le-Rideau an der Indre

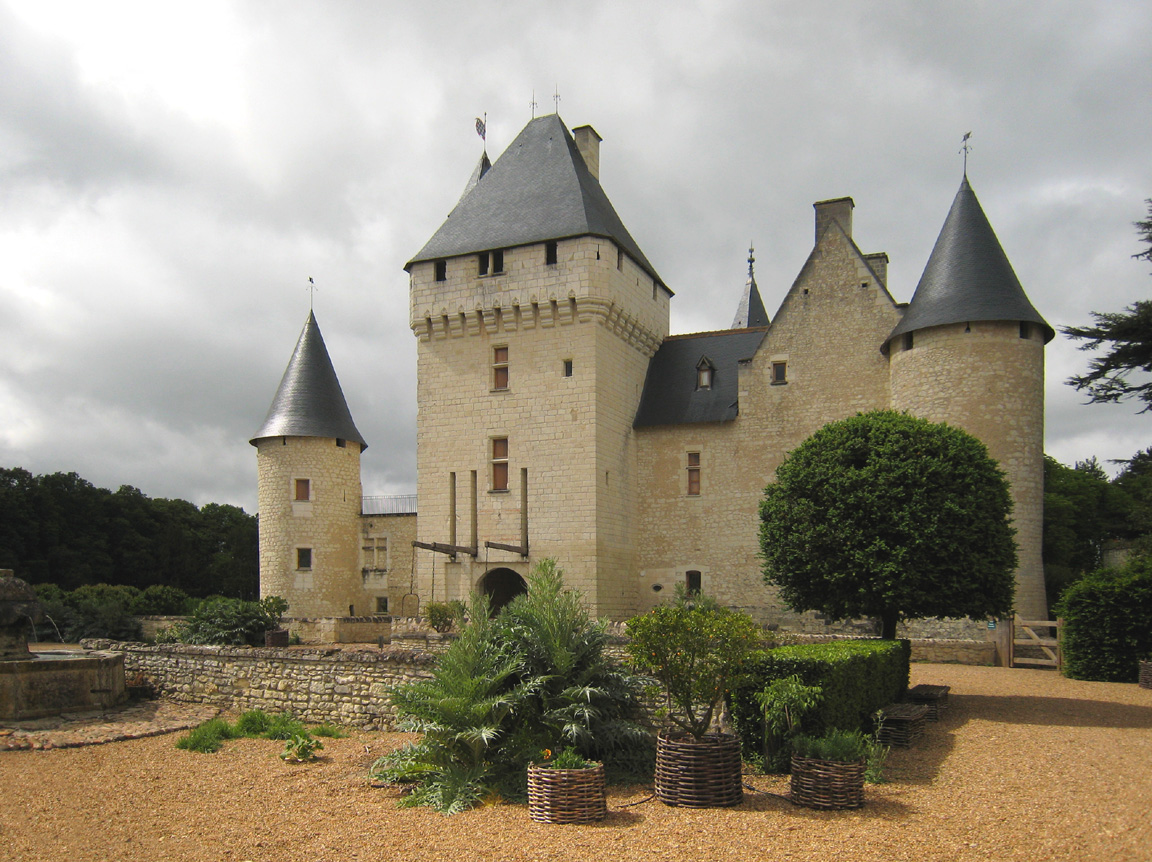
Ehemalige Schloss Le Rivau

Zu den Schlössern der Loire zählen über 400 Schlossanlagen, die entlang der Loire und ihrer Nebenflüsse in den französischen Regionen Pays de la Loire, Centre-Val de Loire und Burgund stehen. Das Tal der Loire ab Orléans bis zur Mündung des Flusses in den Atlantik stellt zusammen mit den Nebentälern von Indre und Cher eines der beliebtesten Reiseziele in Frankreich dar. Hier entstand vom Mittelalter an eine einmalige Ansammlung von Burgen und Schlössern aus allen Epochen der europäischen Kunstgeschichte.
Im Miniaturpark Loireschlösser (französisch: Mini-Châteaux Val de Loire) in Amboise sind Modelle von 44 der bekanntesten Schlösser der Loire im Maßstab 1:25 zu sehen.

## Geschichte
Während des Hundertjährigen Krieges, der von 1337 bis 1453 dauerte, bildete die Loire zeitweise die Grenze zwischen den von England besetzten Gebieten im Norden und dem französischen Kernland. Während dieser Zeit wurde hier ein massiver Ausbau der Burgen und Festungen betrieben, die als Bollwerke gegen die Engländer dem Schutz der Anwohner dienen sollten. Nach dem Ende des Krieges verloren die zumeist gotischen Burganlagen ihre strategische Bedeutung, so dass einige verfielen und aufgegeben wurden. Auf den Fundamenten anderer wurden hier allerdings seit dem Beginn der Renaissance im 16. Jahrhundert die heutigen Schlösser errichtet. Wegen der Schönheit des Tales ließ sich der Adel bevorzugt an der Loire nieder, die Feudalherren hielten hier Hof und herrschten von hier über ihre Lehen. Im 15. und 16. Jahrhundert, dem Zeitalter der Loire-Könige, trug sich hier ein Großteil der französischen Politik zu, so dass Paris zeitweise provinziellen Charakter annahm.
Das Loiretal behielt seine kulturelle und politische Bedeutung bis zur Mitte des 16. Jahrhunderts. Mit der 1528 erfolgten Rückkehr des Hofes nach Paris begann dann der politische und kulturelle Bedeutungsverlust des Loiretals, obwohl unter dem Einfluss der aus Italien stammenden Königin Katharina von Medici hier noch einmal französische Kultur und Lebenskunst gepflegt wurden. Während der Krise der Hugenottenkriege zog sich der Hof zwar an die Loire zurück, ohne dass aber eine neue Blütezeit einsetzte. Mit dem Thronantritt Heinrichs IV. verlagerte sich der Mittelpunkt des politischen und kulturellen Lebens in Frankreich endgültig zurück in den Pariser Raum. Insbesondere nach dem Bau des Schlosses Versailles zeigte sich mehr und mehr, dass die Loire-Schlösser nun in der Provinz lagen und eine große Hofhaltung des Adels hier zu aufwändig wurde. Doch wurden viele der Schlossanlagen nicht gänzlich verlassen, sondern weiterhin bewohnt und manchmal auch erweitert; so dass man heute alle Baustile von der Renaissance über das Barock und den Klassizismus bis zum Historismus antreffen kann. Viele Schlösser wurden auch als Jagdschlösser oder Sommerresidenzen weiter genutzt.
Die Schlösser und Burgen liegen zum Teil nur wenige Kilometer voneinander entfernt, das Loiretal liegt in einer der schönsten Landschaften Frankreichs, ist meist recht eben und wie geschaffen zum Radfahren. Die gesamte Region ist touristisch hervorragend erschlossen.
Im Stundenbuch des Herzogs Berry finden sich viele Bildnisse der Loireschlösser in ihrer Gestalt aus dem 15. Jahrhundert.

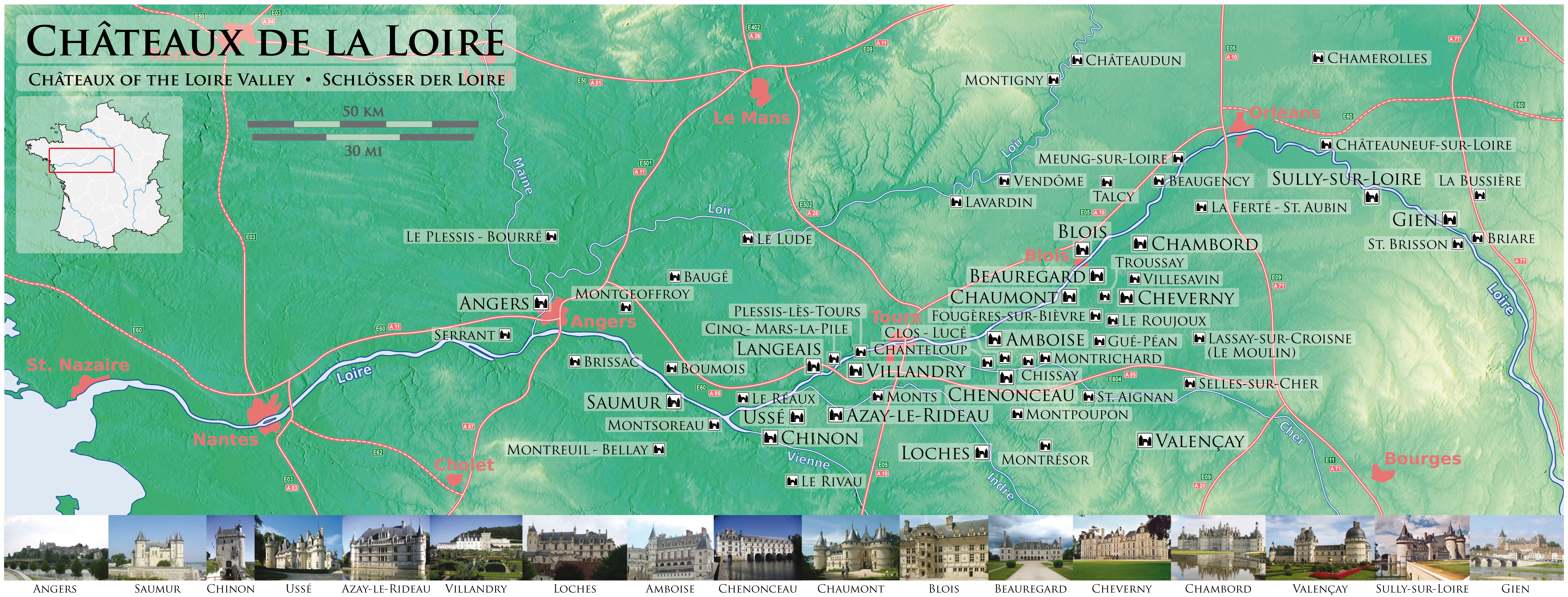
Schlösser an der Loire

## Kulturhistorisch herausragende Bauwerke

### Amboise

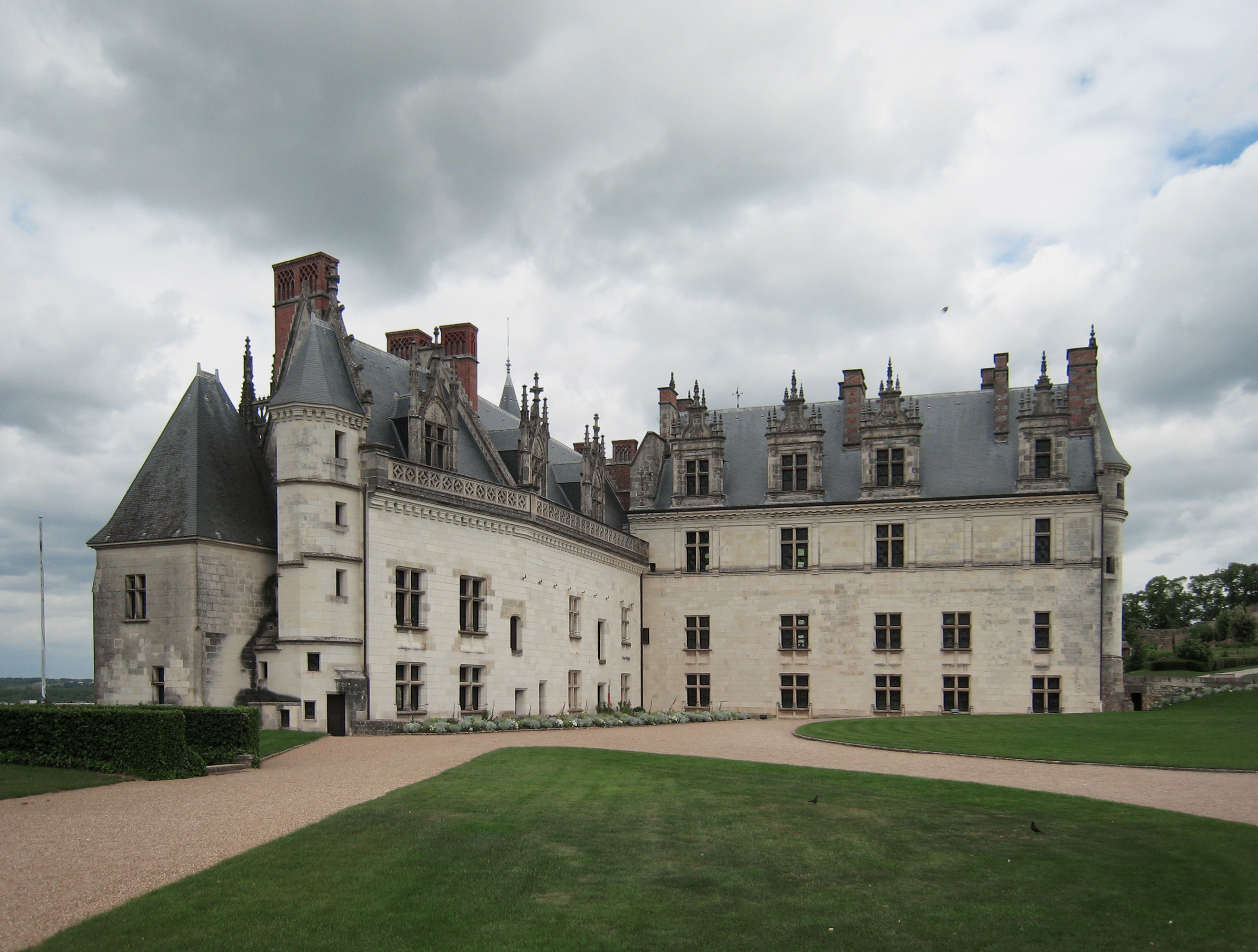
Schloss Amboise, Hofansicht

Schloss Amboise gilt als „die Wiege der Renaissance in Frankreich“. Nach seiner Rückkehr aus den italienischen Feldzügen beschloss der junge Karl VIII., das Schloss im Stil der Renaissance zu verzieren und zu erweitern. Am 7. April 1498 kam er bei einem Unfall ums Leben: Er stieß sich den Kopf an einem niedrigen Türrahmen heftig an und verstarb kurz darauf an seinen Verletzungen. Leonardo da Vinci verbrachte im Herrenhaus Le Clos-Lucé unterhalb des Schlosses die letzten drei Jahre seines Lebens, vom Frühling 1516 bis zum 2. Mai 1519. Heute ist das Haus ein Museum, in dem man Fresken des Malers sowie Modelle nach seinen Entwürfen finden kann.
In der Nähe von Amboise steht eine 40 Meter hohe Pagode als letzter Überrest des Schlosses Chanteloup, das dem Herzog von Choiseul gehörte, der Minister Ludwigs XV. war.

### Blois

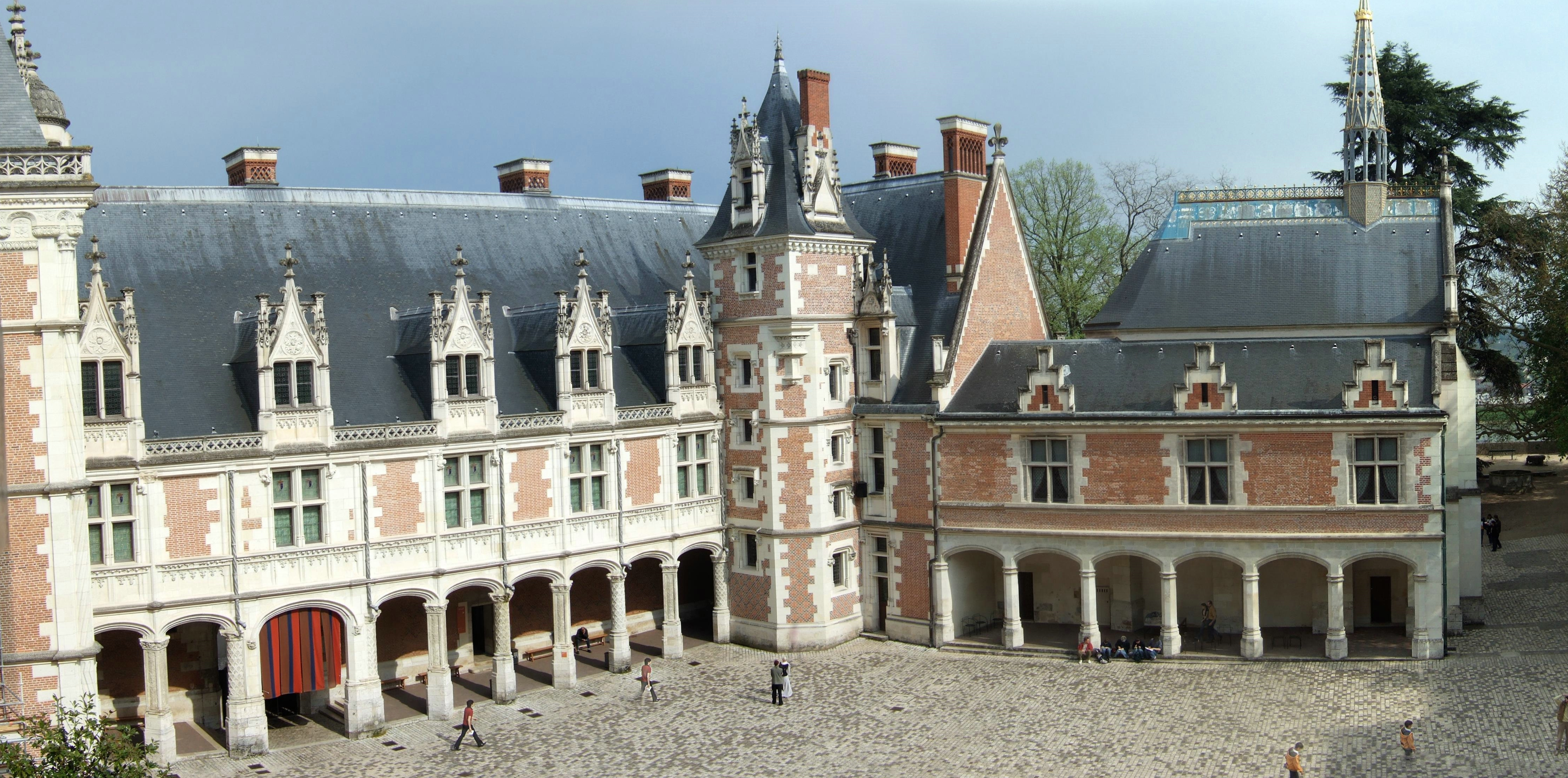
Schloss Blois, Hofansicht

Außer an Chambord baute Franz I. auch am Schloss Blois, das ab dem 13. Jahrhundert in mehreren Planungs- und Arbeitsschritten errichtet wurde. Am Bau macht sich der architektonische Einfluss Italiens bemerkbar. Unter Schieferdächern und verzierten Schornsteinen findet man eine lange Galerie und zahlreiche Loggien, die mehr zum milden Klima Italiens passen als zum strengen französischen Winter des 16. Jahrhunderts.
Blois hat eine besonders blutige Geschichte: Hier ließ Heinrich III. am 23. Dezember 1588 seinen Rivalen, den Herzog von Guise, „den Vernarbten“, ermorden. Katharina von Medici starb einige Tage später. Ludwig XII. wurde in Blois geboren. Als er König wurde, war Blois einige Jahre lang die alleinige Residenz und damit politisches Zentrum Frankreichs. Dank aufwendiger Restaurierungen kann man heute nicht nur die prachtvolle Holzvertäfelung, sondern auch ein ausgetüfteltes System von Geheimfächern bestaunen.

### Chambord

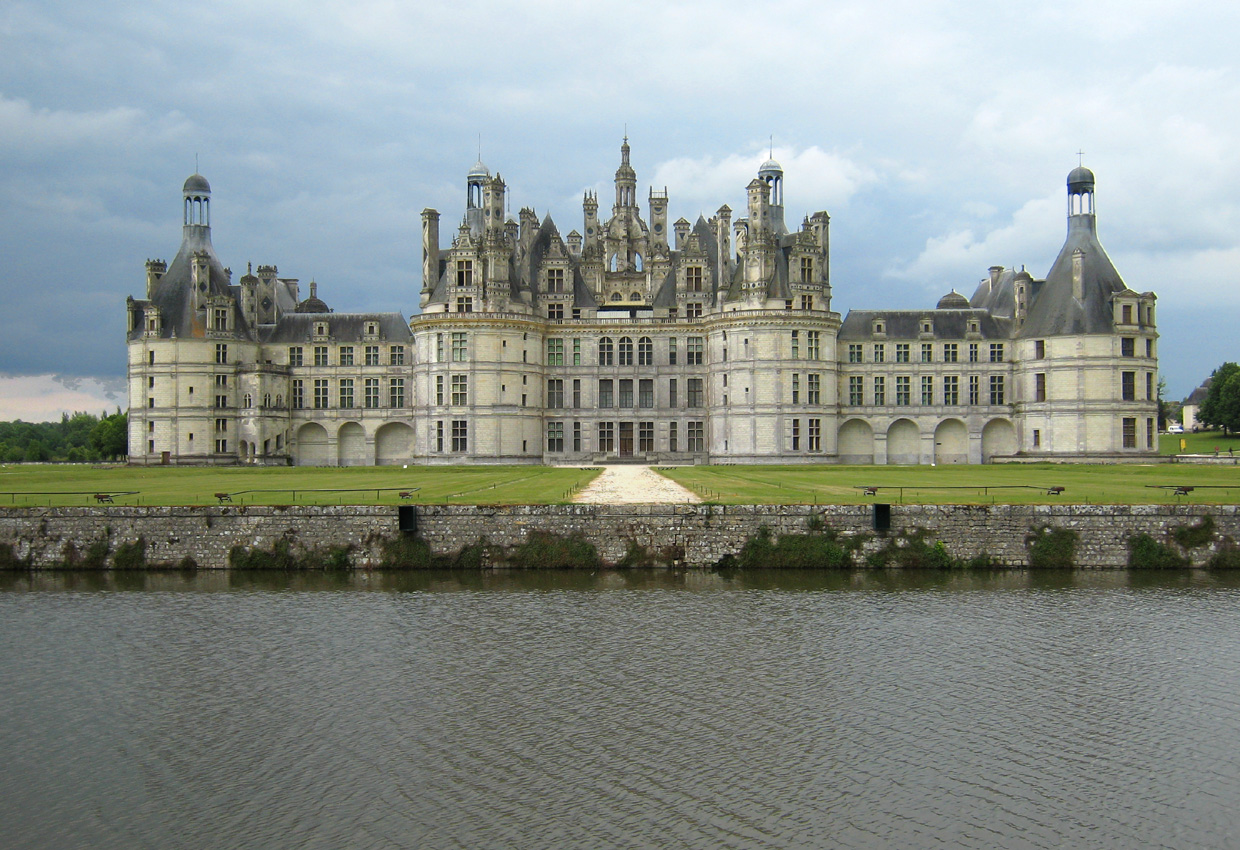
Schloss Chambord, Parkansicht

Chambord ist das wohl berühmteste Schloss der Loire. Es besitzt 440 Zimmer und fast 400 Kamine. Die Fassade ist 156 Meter breit und das reich verzierte Dach ist geschmückt mit einer Vielzahl von Erkern, Türmchen und Schornsteinen. 18000 Handwerker sollen für König Franz I. an diesem Schloss gearbeitet haben. Der Bau wurde im Jahre 1519 begonnen. Das Schloss gilt als Vorläufer von Versailles, war jedoch für Franz I. nur Jagdschloss für den Hofstaat, Dekor für Empfänge und für die Prachtentfaltung eines Königs, der seine politischen und wirtschaftlichen Misserfolge mit baulichen Glanzleistungen wettmachen wollte. Vergeblich hatte der Valois Franz I. die Kurfürsten bei der römisch-deutschen Kaiserwahl 1519 mit Unsummen zu kaufen versucht, um auf den deutschen Kaiserthron zu gelangen. Nun baute er mit „triumphalem Ungestüm“ und der Hilfe italienischer Künstler ein Schloss, das nach dem Urteil seines habsburgischen Rivalen, Karl V., „Inbegriff dessen war, was menschliche Kunst vermag“. Der Bau der Schlossanlage brachte den zeitweiligen Ruin der Hoffinanzen mit sich.
Eine Besonderheit ist die möglicherweise von Leonardo da Vinci entworfene doppelläufige Wendeltreppe, die man auf zwei sich nirgends kreuzenden Wegen besteigen kann. Zum Schloss gehört eine Parkanlage mit einer 32 Kilometer langen Mauer, der längsten Frankreichs, die den Schlosspark umschließt. Sechs Tore und sechs Alleen bieten Zugang zum Schloss, in dem das Wappentier Franz I., ein Feuer speiender Salamander, mehr als 800 Mal zu finden ist; es wurde daher auch als „Salamanderschloss“ bezeichnet. 1947 übernahm der französische Staat die im Laufe der Jahrhunderte verfallene Anlage. Er leitete eine Restaurierung ein, die 30 Jahre dauern sollte.

### Chenonceau

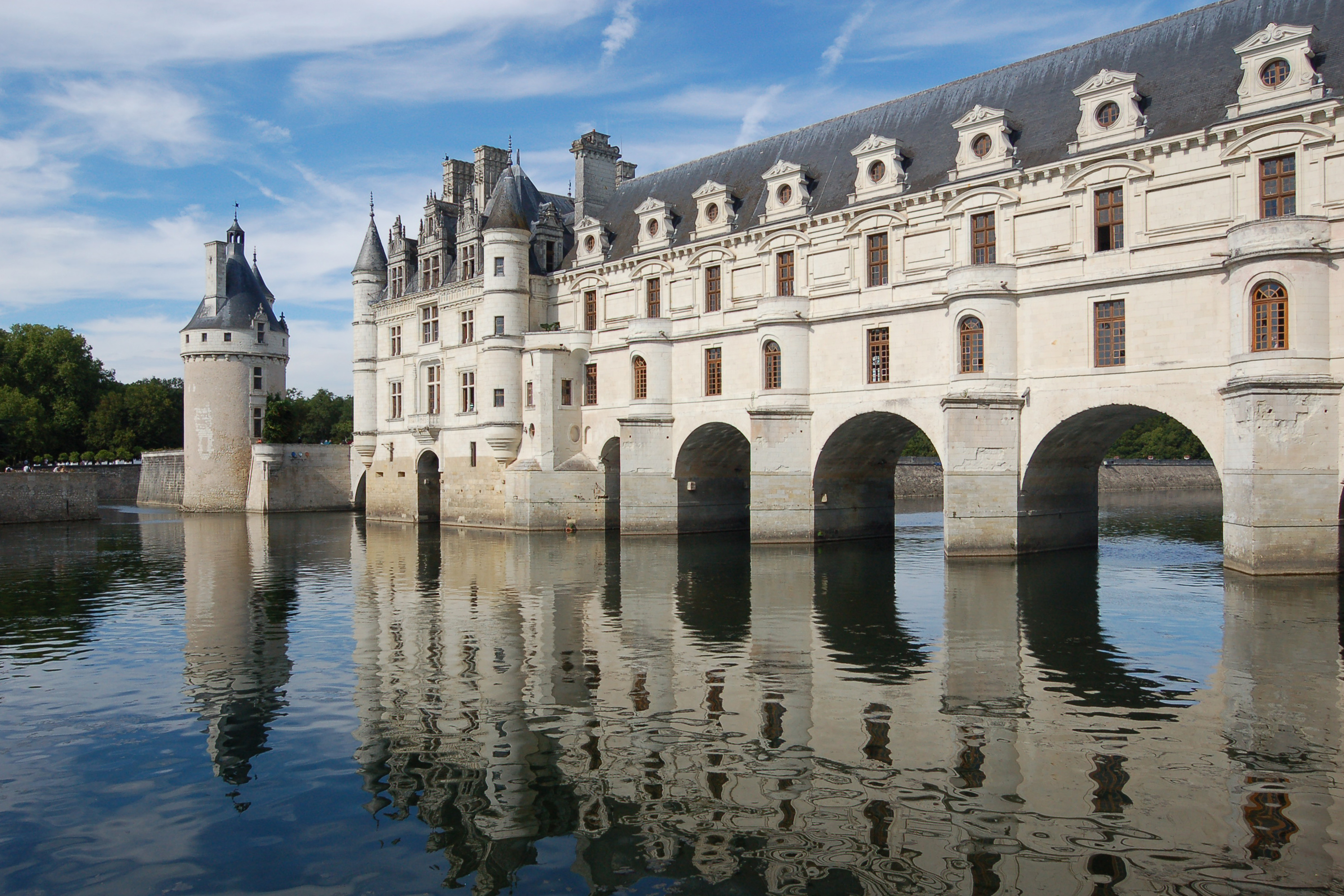
Schloss Chenonceau

Das Schloss Chenonceau ist auf einer mehrbogigen Brücke über dem Cher gebaut, einem Nebenfluss der Loire, und ist umgeben von einem großen Park. Man erreicht es über eine Platanenallee aus jahrhundertealten Bäumen.
Das Schloss, das auf den Fundamenten einer alten Mühle steht, war ein Geschenk König Heinrichs II. an seine Geliebte Diane de Poitiers. Erst nach dem Tod des Königs erweiterte es seine Witwe Katharina von Medici durch eine dreistöckige Galerie auf der Brücke, die im 16. Jahrhundert unter anderem als Festsaal diente. Heute sind im Schloss viele wertvolle Gemälde von Rubens, Tintoretto und anderen Alten Meistern ausgestellt.
1914 wurde die Galerie des Schlosses vorübergehend in ein Lazarett umgewandelt, in dem bis zum Ende des Ersten Weltkrieges über 2000 Kriegsversehrte untergebracht wurden. Während des Zweiten Weltkrieges war dieses Schloss für viele Menschen ein Schlupfloch vor der deutschen Besatzungsmacht: Der Haupteingang des Schlosses lag im besetzten Gebiet, die Südtür der Galerie auf der Rückseite aber öffnete sich zur freien Zone hin.

## Weitere bekannte Schlösser

### Im Tal der Loire
Alphabetisch
Beauregard, Brissac, Chaumont, Cheverny, Fougères-sur-Bièvre, Gien, Langeais, Luynes, Montgeoffroy, Montreuil-Bellay, Montsoreau, Saumur, Serrant, Sully-sur-Loire, Talcy
Dem Flusslauf folgend
Gien, Sully-sur-Loire, Talcy, Beauregard, Cheverny, Fougères-sur-Bièvre, Chaumont, Luynes, Langeais, Montreuil-Bellay, Montsoreau, Saumur, Montgeoffroy, Brissac, Serrant 

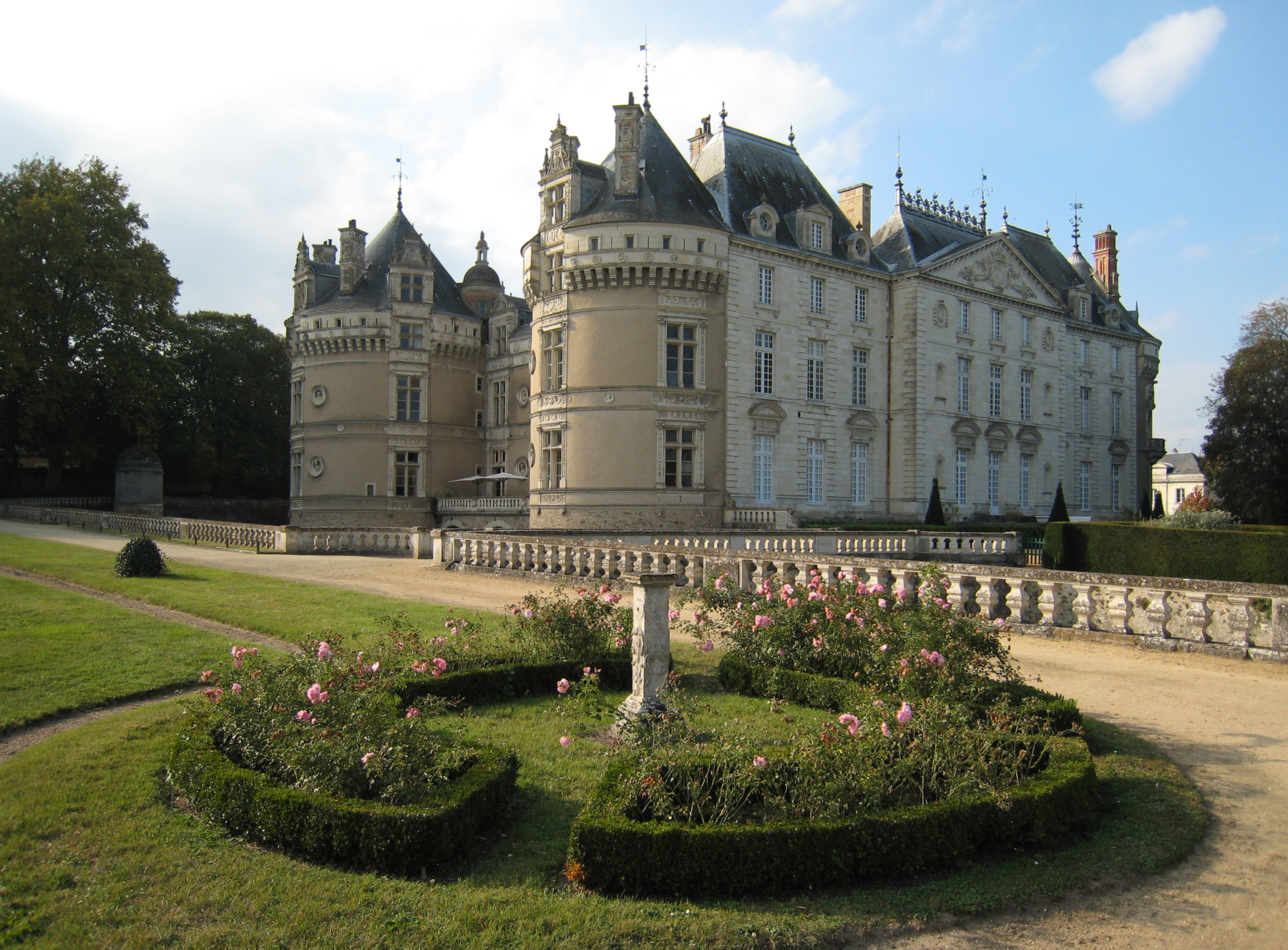
Schloss Le Lude

### Im Tal des Vilendy
Ainay-le-Vieil, Valençay, Villandry

### Im Tal der Indre
Azay-le-Rideau, Loches, Ussé

### Im Tal der Vienne

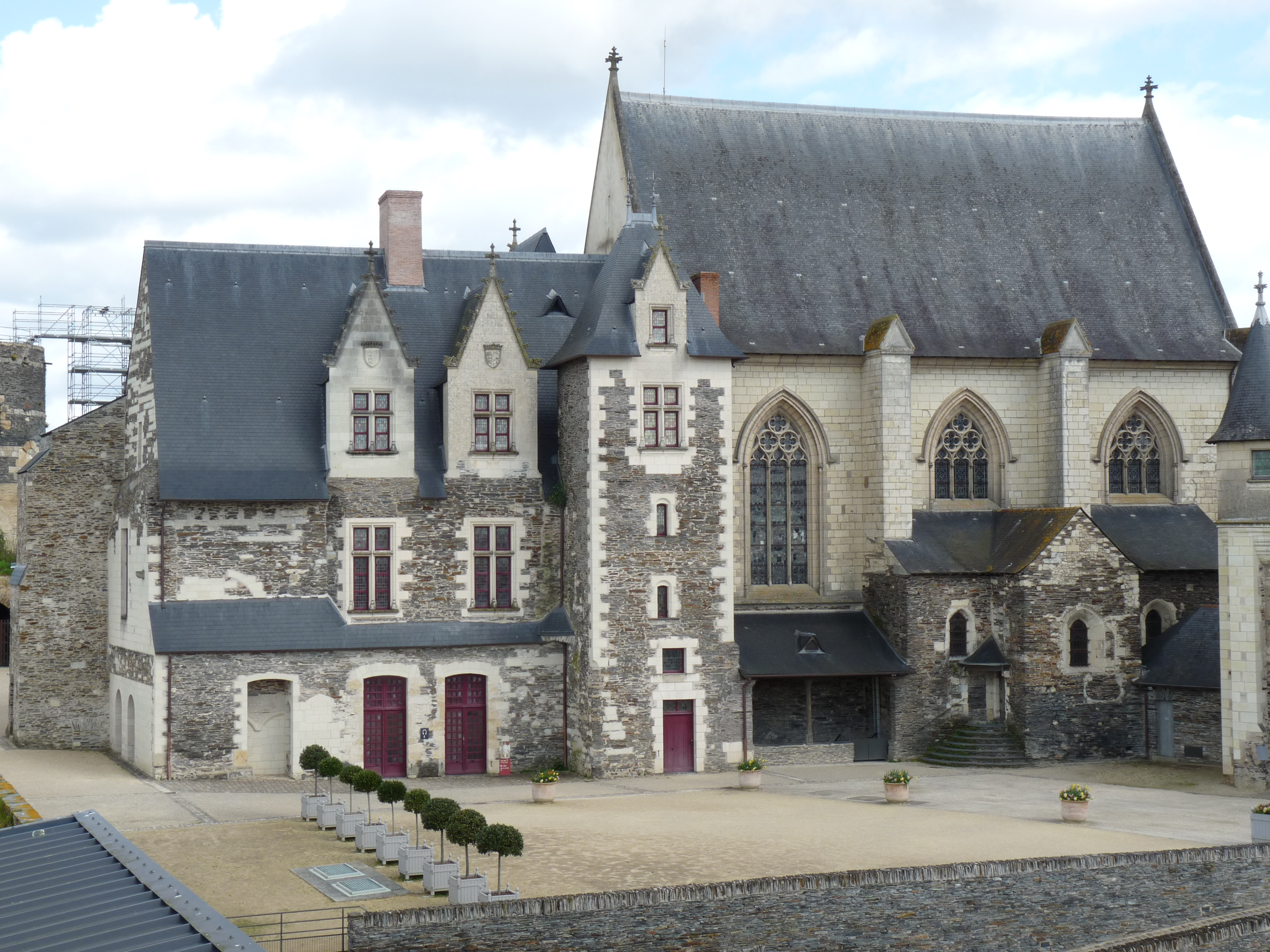
Königlicher Wohntrakt Angers

Chinon,
Le Rivau

### Im Tal des Loir
Châteaudun, Le Lude, Le Plessis-Bourré

### Im Tal der Maine
Angers